# 地鐵站樂團
地鐵站樂團(Metro Station)是一支美國的流行搖滾樂團，於2006年在加州洛杉磯成立。

## 外部連結
- （英文）官方網站